# بم
بَم، از شهرهای تاریخی و فرهنگی،صنعتی ایران است که در استان کرمان در جنوب شرقی ایران واقع شده است. ارگ تاریخی بم از مراکز گردشگری و منطقهٔ جنوب شرق کشور قرار گرفته و به قلب تپنده جذب مسافر و پایتخت گردشگری جنوب شرق مبدل شده است. ارگ بم مهم ترین جاذبه توریستی این شهر و استان کرمان است که هر ساله مقصد بسیاری از توریست های داخلی و خارجی بوده است.. شهر بم در فاصله ۱۹۵ کیلومتری از جنوب شرقی کرمان واقع شده‌است. جمعیت شهر بم بر اساس سرشماری سال ۹۵ مرکز آمار ایران ۱۲۷٬۳۹۶ نفر  و با احتساب حومه جمعیت منطقه شهری آن به ۲۰۰ هزار نفر می رسد. محصولاتی همچون خرما، مرکبات، حنا، کماچ سهن، کلمپه و قاووت، صنایع دستی تولیدی از درخت خرما از جمله سوغات معروف و مهم بم به حساب می‌آیند.
ایرج بسطامی خواننده سنتی و مشهور ایرانی از مشاهیر این شهر بود که در زلزله بم درگذشت.

## پیشینه
بم یکی از شهرهای تاریخی ایران و استان کرمان است طوری‌که اگر بخواهند به یک جهانگرد چندین عکس تاریخی از ایران نشان دهند حتماً یکی از آن‌ها ارگ بم است. ارگ بم بزرگترین بنای خشتی جهان است که از لحاظ عظمت و زیبایی با دیوار چین مقایسه می‌شود.
همچنین بم در گذشته به پاریس ایران شهرت داشت. شهر بم به فاصله تقریبی ۱۲۰۰ کیلومتری پایتخت قرار دارد، این شهر به لحاظ تاریخی و محصولات کشاورزی (به‌ویژه خرما)، معروفیت جهانی دارد.
شهر قدیم بم یکی از پنج کورهٔ ایالت فارس بود و به دروازه شرق ایران شهرت داشته‌است. بم در مقطع حساسی از تاریخ (اواخر پادشاهی لطفعلی‌خان زند در زمان فرار او به بم) حتی از طرف لطفعلی‌خان پایتخت ایران نیز اعلام شد و برای مدتی پایتخت ایران بود.
وقتی پاتی نجر جهانگرد انگلیسی در حدود ۱۱۸۹ خورشیدی وارد بم شد، قلعه آن را مستحکم دیده و ذکر می‌کند: بقدری آن را مستحکم کرده‌اند که شاید در همه ایران از این حیث بی‌نظیر باشد.
بنوشته بارتولد: بم مرکز صنعتی کرمان بوده و پارچه‌های نخی که در بم می‌بافته‌اند به همه جا حتی تا مصر می‌رفت…»
یعقوبی که در ۲۷۸ ه‍.ق از نقطه کرمان سخن به میان آورده از قلعه بم نیز یاد کرده‌است که از نوشته‌های او، این چنین برداشت میشود که این قلعه استحکامات خوبی نیز داشته‌است.
جغرافی نویسان عرب قرن دهم به ویژه مقدسی شرح خوبی دربارهٔ اهمیت اقتصادی بم به دست ما می‌دهند و مقدسی می‌نویسد:
بم یک مرکز ولایتی با اهمیت ، دلکش و بزرگ است مردم آن کارشناس و دارای مهارت هستند. این شهر بازارگاهی است و مردم را از راه دور به خود می‌کشاند و پارچه‌ای که در اینجا تولید می‌شود در کشورهای بسیاری شهرت دارد و آوازه بم در همه جهان اسلام پیچیده و مایه سرفرازی کشور است و بیشتر اهالی شهر بافندگانند و بیشتر رخت‌های صادراتی بم در دهکدهٔ بزرگی نزدیک آن فراهم می‌شود و در خاور و باختر جهان اسلام این رختها را به عالی‌ترین همه لباس‌ها می‌دانند و علاوه بر این‌ها دستار و پیراهن و لباسهای فاخر که طالب بسیار دارد و البسه‌ای که از مرو بیرون می‌آید در بم تولید می‌شود.
دکتر مظاهری: «... پرورش کرم ابریشم و کارگاه‌های ابریشم بافی متعددی از قرن ششم میلادی در نواحی یزد، بم، شوشتر و خوزستان شروع بکار کرده‌اند و احتمال بسیار دارد که صنعتی نساجی قدمت بیشتری در ناحیه بم داشته باشد.
کتاب بدایع الزمان؛ ولایت بم حکایت از بهشت می‌کرد، خطه‌ای مشتمل بر الوان نعیم…
ساکنان نخستین بم
اطلاعات ساکنان نخستین بم به‌درستی شناخته نیست اما از روی سکونتگاه‌های دسته جمعی به ویژه ایجاد برج و بارو‌های مستحکم در اطراف آن‌ها، می‌توان حدس زد که این شیوه فرهنگ آریائی باشد (زیرا بومیان ایران چنین استحکاماتی را لازم نمی‌دانستند) و با توجه به سکونت مداوم مردم در ارگ از هزاره‌های گذشته تا ۱۵۰ سال پیش می‌توان حدس زد مردم کنونی بم از نژاد آریایی نسبتاً اصیل باشند.
تیره‌ای آریائی نژاد که بر بم تاختند با بومیان مقاوم روبرو شدند و چون بر آنان پیروز گشتند بساختن برج و بارو و استحکاماتی پرداختند.
همچنین چندی پیش تحقیق و پژوهش یک محقق در مورد مردم بخش دهبکری و روستاهای تابع آن و آزمایش از آن‌ها نشان داد DNAمردم دهبکری و توابع آن با DNA اجساد مدفون در ارگ بم یکی است و این موضوع به این معنا است که مردم دهبکری و توابع آن همان مردم قدیم ارگ بم هستند که صدها سال قبل به دلایل نامعلومی مثل خشکسالی یا گرمی هوا و غیره. به مرور زمان و طی سالیانی از داخل ارگ بم به این منطقهٔ پرآب و خوش آب و هوا نقل مکان کرده‌اند که عدهٔ بیشتر آن‌ها در همان ارگ مانده‌اند.
و طبق آخرین کشفیات در منطقه تل آتشی دارستان بم قدمت زندگی و تمدن در بم به ۹۰۰۰ سال قبل بر میگردد.
بنای این شهر قدیمی را در اساطیر ایرانی به بهمن ابن اسفندیار نسبت می‌دهند.

## افسانه هفتواد شاهنامه
به استناد داستان هفتواد در شاهنامه و کتاب کارنامک اردشیر بابکان می‌توان دریافت که شهری با نام کجاران که اکنون محله‌ای به نام کوزران در شمال غربی بم دارای شباهت اسمی به آن دارد به‌طور حدس و گمان ممکن است شهر بم باشد.
در روزگار ساسانیان هفتواد مردی فقیر ساکن در شهر کجاران که شهری پرجمعیت در منطقه ای سردسیر که در آن باغات سیب وجود داشته در نزدیکی کوهی زندگی می کرده‌است و حاکم را از میان برمی‌دارد و برای خود برج و باروئی بر بالای کوهی بزرگ می‌سازد که شاید ارگ کنونی بم باشد. بنابراین هفتواد شهر را توسعه داد، و محل حکومت خود را به دژی بر بلندای کوه انتقال داد. سکونتگاهی را تغییر داد.
بم در گذشته یکی از پنج کورهٔ ایالت فارس بود. ابن حوقل مؤلف کتاب صورةالارض در قرن چهارم هجری از بم به نام شهری که از جهرم بزرگ‌تر و هوایش از آن سالم‌تر و دارای نخلستان‌های زیاد بوده، یاد کرده‌است. همچنین از سه مسجد بم به نام‌های مسجد خوارج و مسجد هزاران و مسجد قلعه نام برده و به تفصیل پارچه‌های مرغوب و زیبایی را که در آن جا بافته می‌شد، ذکر کرده‌است. بنا به گفته مقدسی در کتاب احسن‌التقاسیم، باروی شهر بم چهار دروازه به نام‌های نرماشیر، کوسکان، آسبیکان و کورجین داشته‌است. طبق گفتهٔ وی بیشتر بازارهای بم در خارج شهر و تعدادی هم در داخل شهر قرار داشته‌اند. بم در مسیر جاده‌هایی که جنوب خاوری ایران را با سیستان، افغانستان و بلوچستان مرتبط می‌کند قرار دارد. به همین جهت این شهر از دوره ساسانیان اهمیت نظامی و بازرگانی زیادی داشته‌است. شهر بم در سال ۱۱۳۱ ه‍. ق به تصرف محمود افغان درآمد، ولی به علت شورشی که در قندهار روی داد آنجا را رها کرده عازم قندهار شد؛ ولی بار دیگر در سال ۱۱۳۴ ه‍. ق بر بم استیلا یافت و این وضع تا سال ۱۱۴۳ ه‍. ق که نادر، اشرف افغان را شکست داد، ادامه داشت. در سال ۱۲۰۹ ه‍. ق، لطفعلی‌خان زند، در همین شهر توسط عمال آقا محمد خان قاجار دستگیر شد. خان قاجار به یادگار این موفقیت مناره‌ای از سرهای ۶۰۰ تن از مخالفین خود در بم برافراشت.

## جمعیت شناسی
جمعیت شهر بم در سرشماری سال ۱۳۹۵، برابر با ۱۲۷،۳۹۶ نفر است.

## اقلیم
آب و هوای بم گرم و خشک است اما به علت مجاورت با کویر آب و هوای متغیری دارد، به‌طوری‌که گاهی اوقات در تابستان‌ها گرم‌ترین و در زمستان‌ها سردترین نقطه کشور گزارش شده‌است. میزان بارندگی سالانه در بم به‌طور متوسط ۶۸ میلی‌متر است.
یکی از جاذبه‌های بی‌نظیر بم بخش خوش آب و هوا و توریستی گردشگری دهبکری است. دهبکری زیباترین منطقهٔ سرسبز و چشم‌نواز است که در شهرستان کویری بم خود نمایی می‌کند و به همین دلیل نزد مردم بم بسیار محبوبیت دارد. علاوه بر مردم بم در همهٔ فصول سال دهبکری پذیرای مسافران بیشماری است. دهبکری دارای ارتفاعات بکر و دست نخوردهٔ بسیاری است به‌طوری‌که همه ساله گروه‌های کوه‌نوردی و گردشگری بسیاری در استان کرمان به ارتفاعات دهبکری قدم می‌گذارند. از جمله این ارتفاعات می‌توان به کوه شیر و منطقهٔ زیبای مرغک اشاره کرد.
یکی دیگر از جاذبه‌های زیبا و دست نخوردهٔ بم منطقهٔ مرغک از توابع دهبکری است که همهٔ این مناطق دارای جنگل‌های پسته وحشی-بادام وحشی و سرسبزی بسیاری است. در مرغک نیز در گذشته موسیقی سنتی ایرانی اصیلی رواج داشته‌است. از منطقهٔ دهبکری از گذشت‌های دور در نوشته‌های نویسندگان و ادیبان به عنوان بهشت میان دو جهنم یاد شده‌است و همه در وصف سر سبزی آن سخن رانده‌اند. یکی از مسائل گردشگری و مدرن مورد بحث دربارهٔ دهبکری ساختن تله کابین در دهبکری است که البته این طرح همواره با بی‌توجهی مسئولین همراه بوده‌است. همچنین دریجان و روستاهای تابعه از دیگر مناطق خوش آب و هوای کوهستانی اطراف بم به‌شمار می‌آیند.

## تاریخچه

### ارگ بم

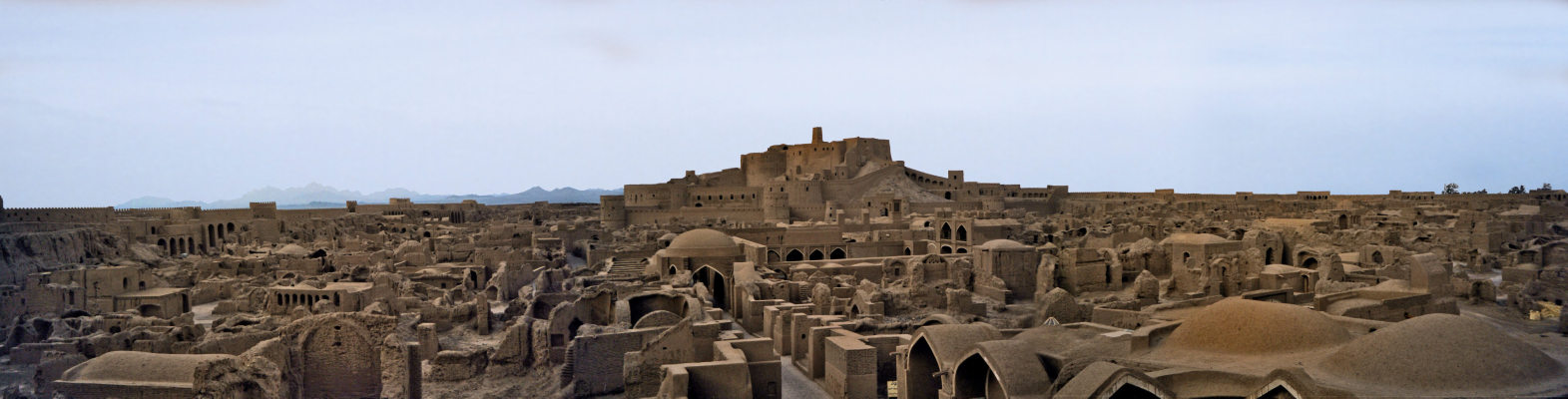
پانورامای ارگ بم

ارگ بم در گوشه شمال شرقی و چسبیده به شهر و در مجاورت جادهٔ ابریشم قرار دارد و بنا به روایات متعدد، مربوط به دوران اشکانی یا هخامنشی است. تا اواخر دوره قاجار، ارگ بم همچنان مسکونی بوده‌است. ارگ بم در تاریخ ۱ فروردین ۱۳۴۵ به شماره ۵۱۹ در فهرست آثار ملی و شهر بم با عنوان بم و منظر فرهنگی آن در ژوئن ۲۰۰۴ در فهرست آثار میراث جهانی به ثبت رسیده‌اند.
زلزله پنجم دیماه ۱۳۸۵، بهاری بود برای شهر بم و ارگ بم(بزرگترین بنای خشتی). به دلیل اینکه تا قبل از زلزله، ارگ بم را با قدمتی ۲۵۰۰ ساله می‌شناختند.
زلزله همه اسرار این شهر را آشکار ساخت و شواهدی در بنای خشتی پیدا شد که نشان میدهد از زمان مادها پیشینه تاریخی دارد.
و شهر بم را بعنوان مظهر فرهنگی ثبت جهانی شد.
ارگ بم بزرگترین بنای خشتی جهان است که از لحاظ عظمت و زیبایی با دیوار چین مقایسه می‌شود اما متأسفانه در زلزله دی ماه سال۱۳۸۲ این بنای بی‌نظیر آسیب جدی دید
مأموریت بازسازی ارگ بم که نماد مقاومت مردم بم لقب دارد به ۱۲ کشور خارجی از جمله ایتالیا، آلمان، فرانسه، ژاپن و دیگر کشورهای عضو میراث جهانی یونسکو سپرده شد.

### تل آتشین دارستان بم
سازمان میراث فرهنگی، صنایع دستی و گردشگری پیرامون مطالعات تخصصی این متحول گر تاریخ بشریت گمانه زنی و لایه نگاری با مسئولیت دکتر گاراژیان و دکتر مختاری اقداماتی را انجام داده‌است.
نشانه‌های دیگری از این دوران در فلسطین وجود دارد که از جمله تفاوت‌های آن با آثار به دست آمده در بم می‌توان به وجود سفال در منطقه دارستان بر خلاف فلسطین اشاره نمود.

## مشاهیر و مفاخر[۲۶]
- داریوش رفیعی ، خواننده
- کورس سرهنگ زاده ، خواننده
- ایرج بسطامی ، خواننده

## صنعت و اقتصاد

### ارگ جدید بم و منطقه ویژه اقتصادی
منطقه ویژه اقتصادی ارگ جدید بم، با هدف ایجاد و توسعه زمینه‌های لازم برای فعالیت‌های کارامد صنعتی، جذب فناوری‌های نوین و افزایش زمینه‌های اشتغال از طریق جلب و هدایت سرمایه‌گذاری داخلی و خارجی در دهه فجر سال ۱۳۷۶، تأسیس و رسماً کار خود را آغاز کرد. مساحت این منطقه بالغ بر ۱۱۰۰هکتار است که در فاصله ۱۰ کیلومتری شرق شهر بم (در بزرگراه بین‌المللی خلیج فارس بم -زاهدان) در استان کرمان واقع شده‌است. این منطقه قبل از پیوستن به مناطق ویژه اقتصادی، سرمایه‌گذاری خارجی را از طریق همکاری با شرکت خودروسازی دوو کره جنوبی جذب و به تدریج زمینه لازم را برای فعالیت سایر شرکت‌ها فراهم نمود.
براین اساس، با مشارکت وسرمایه‌گذاری‌های گسترده انجام شده و همت متخصصان داخلی، در حال حاضر منطقه ویژه اقتصادی ارگ جدید، تنها منطقه ویژه اقتصادی تخصصی در زمینه صنایع خودروسازی، قطعه‌سازی و صنایع وابسته به آن درکشور محسوب می‌شود به‌طوری‌که در حال حاضر چندین مدل از خودروهای تولیدی در کشور توسط شرکت‌های حاضر در این منطقه ساخته می‌شود.
شرکت عمران ارگ به عنوان سازمان مسئول منطقه ویژه اقتصادی ار گ جدید به منظور تحقق بخشیدن به توسعه فعالیت‌های صنعتی، اقتصادی و گردشگری از ابتدای تأسیس بخش عمده‌ای از فعالیت خود را در این منطقه آغاز کرد.
از جمله اقدامات این شرکت ایجاد زیر ساختها و امکانات پشتیبانی مورد نیاز از قبیل احداث ترمینال اختصاصی درفرودگاه بم، تأسیس ترمینال مسافری و باربری، راه‌آهن و انبارهای مجهز کالا، تأمین آب، برق و مخابرات، ساخت هتلها، امکانات ورزشی، تفریحی، آموزشی و سایر تسهیلات بوده‌است که علاوه بر فراهم آمدن زمینه‌های لازم برای توسعه پیش از پیش سرمایه‌گذاری‌های صنعتی، امید می‌رود تا این منطقه با توجه به پتانسیل‌های لازم در آینده‌ای نزدیک به یکی از قطبهای توریستی و تفریحی کشور نیز تبدیل شود.

### صنایع خودروسازی
- بم خودرو
- خودروسازان بم
- کرمان موتور
- خودروسازان راین
- مدیران خودرو
- ارگ دیزل
- آرمان الکتریک ارگ (دسته سیم خودرو و الکترونیک) و بیش از ۲۰ کارخانه تولید قطعات خودرو

## زمین‌لرزه بم

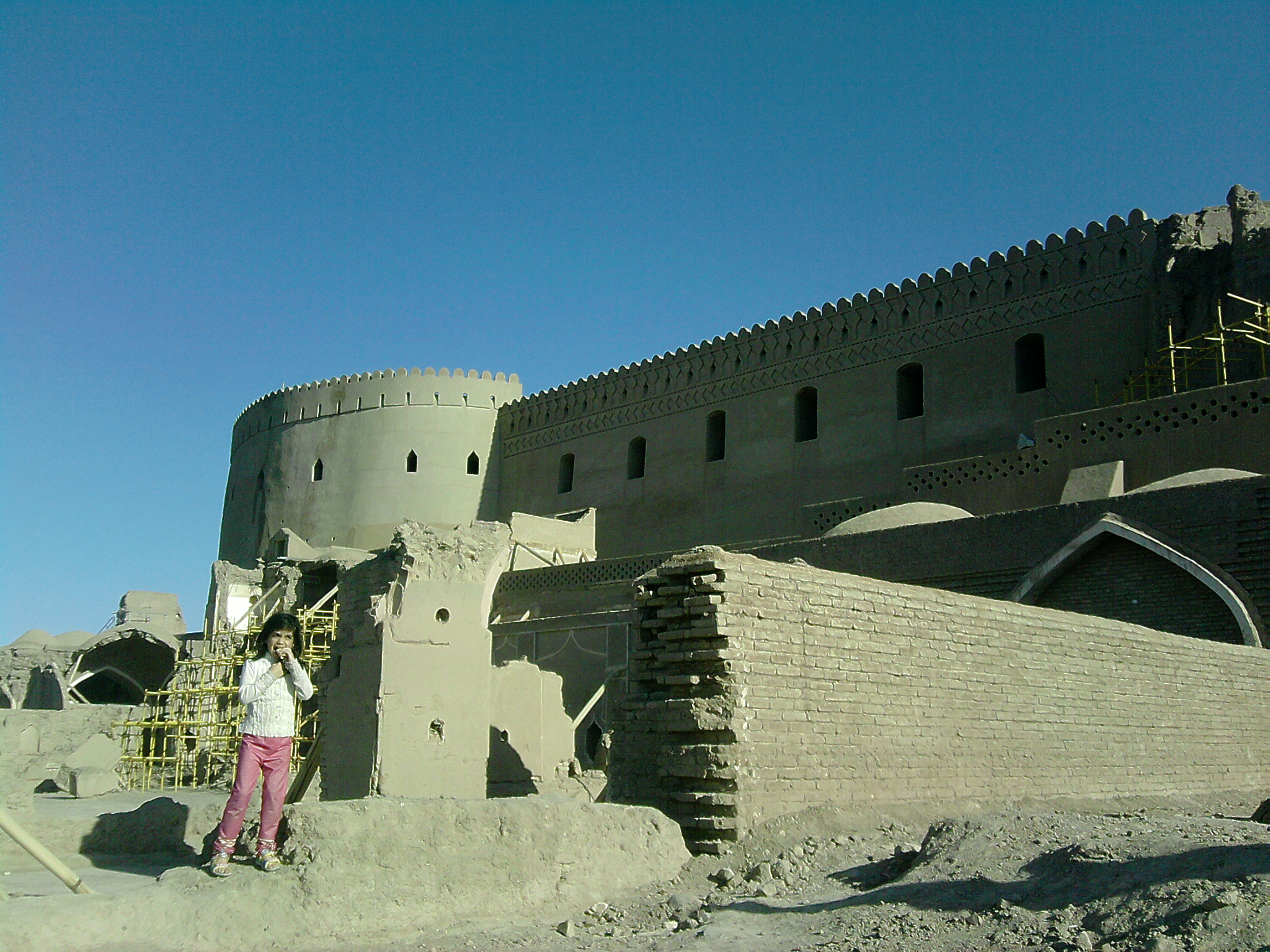
قلعه بعد از زلزله

تصویر ماهواره‌ای بم

زمین‌لرزه بم، زمین‌لرزه‌ای بود به شدت ۶/۶ ریشتر که در ساعت ۵:۲۶ بامداد  روز جمعه ۵ دی ۱۳۸۲ شهر بم را  به مدت ۱۳ ثانیه لرزاند. قربانیان این زمین‌لرزه در آمارهای مختلف، بین۵۰٬۰۰۰ تا بیش از ۸۰٬۰۰۰ نفر بیان شده‌اند. (در آمار رسمی، ۳۰٬۰۰۰ کشته و ۴۰٬۰۰۰ هزار مجروح و بیش از ده ها هزار نفر بی‌خانمان) همچنین در این زمین‌لرزهٔ ویرانگر، ارگ تاریخی بم تا حدود ۹۰٪ تخریب شد.

## نقاط گردشگری
- ارگ قدیم بم
- منطقه گردشگری آدوری
- منطقه نمونه گردشگری دهبکری
- پیست آفرود کبود
- ارگ جدید
- منطقه داردین
- آبگرم آباد سید
- سد نساء
- منطقه تپه یلان
- منطقه آب یلان در شمال شرقی شهر
- ‌روستای ییلاقی مَرغک‌
- کارخانه حناسایی‌
- تل آتشین دارستان بم [۲۹]

## مراکز آموزش عالی
بم شهری دانشگاهی است.

### دانشگاه‌ها
- دانشگاه ملی بم
- دانشگاه علوم پزشکی بم
- دانشگاه پیام نور مرکز بم
- دانشگاه آزاد اسلامی واحد بم
- دانشگاه بین‌الملل علوم پزشکی استان کرمان-بم
- دانشکده فنی علی بن ابی‌طالب بم
- دانشگاه جامع علمی کاربردی بم
- دانشگاه علوم بهزیستی بم
- مرکز مخاطرات زمین شناختی بم.
- دانشکده خوشه خرما
- مرکز علمی کاربردی ارگ جدید
- مرکز فنی و حرفه ای شماره ۷[۳۰]

## خواهرخواندگان
- نیشابور، ایران[۳۱]
- منتووا، ایتالیا[۳۲]
- یزد، ایران[۳۳]
- همدان، ایران[۳۴]